# Duim omhoog

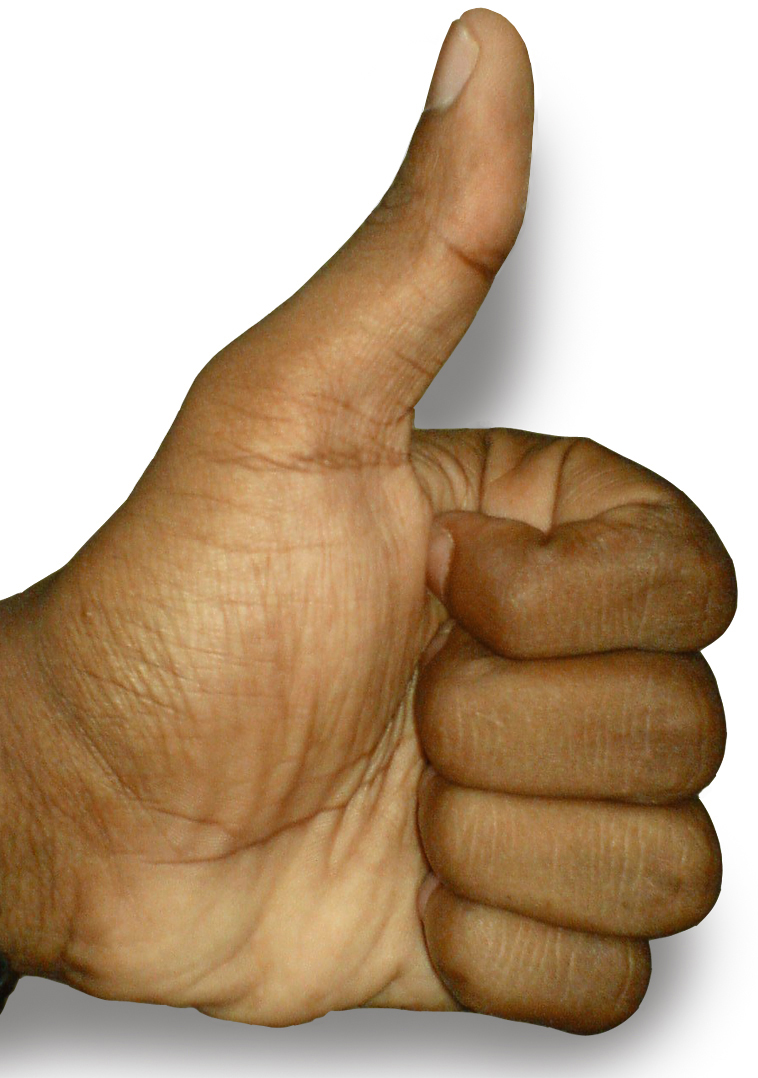

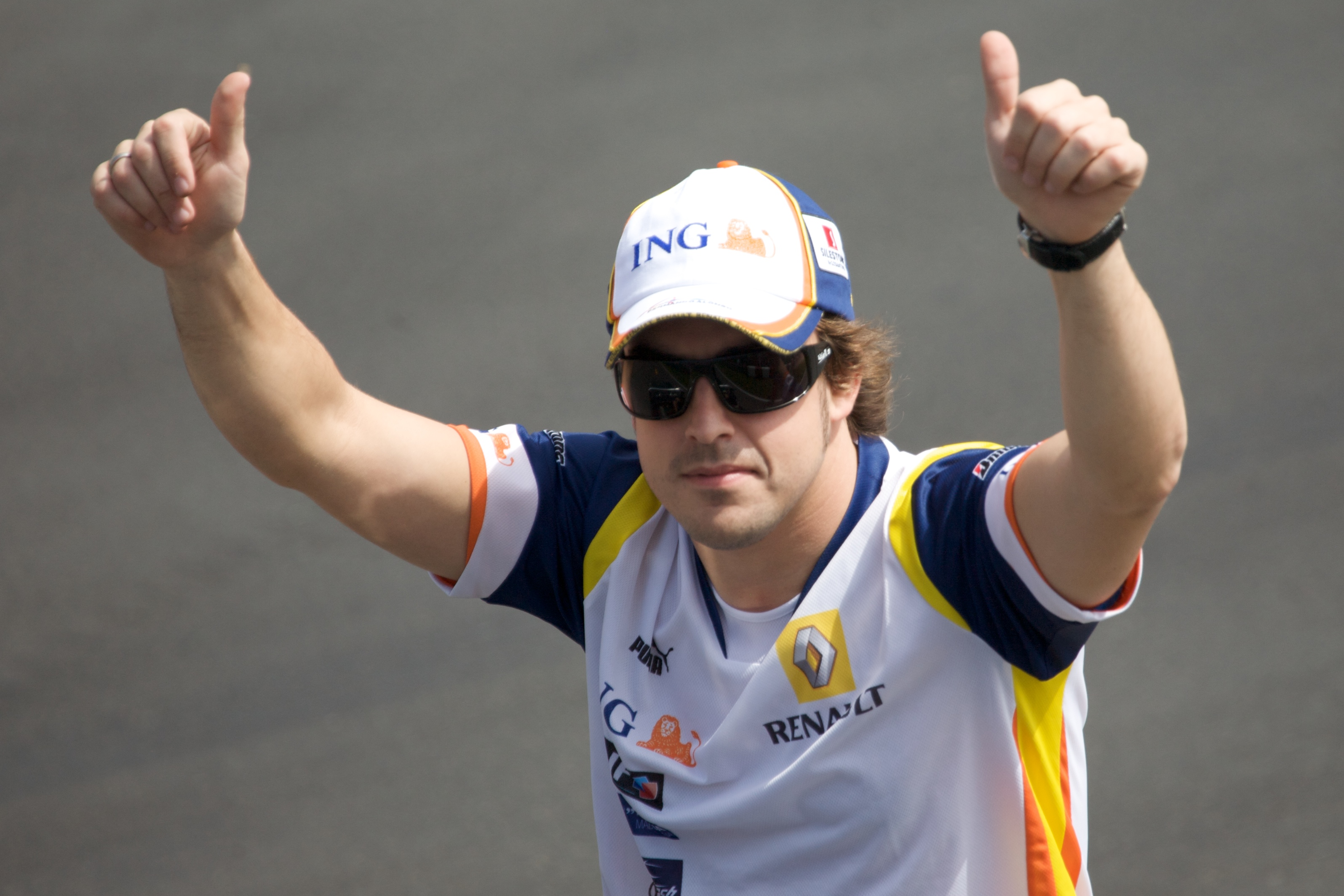
Fernando Alonso uit zijn tevredenheid.

Het gebaar duim omhoog bestaat eruit dat een vuist wordt gemaakt, en de duim omhoog wordt gestoken. De hoofdbetekenis van dit gebaar is "prima" of "oké". De hand wordt dan meestal voor het lichaam gehouden. Het gebaar kan worden versterkt door beide armen te gebruiken en door de arm(en) te strekken. In deze betekenis wordt het ook vaak gebruikt als pictogram . 
Het omgekeerde gebaar, duim omlaag heeft de tegengestelde betekenis.
Het gebaar vindt naar verluidt zijn oorsprong in de keuze die het publiek maakte of een verliezend gladiator mocht blijven leven. Hij deed dat met een duimgebaar (pollice verso). Het is echter niet bekend of inderdaad dit gebaar werd gemaakt. 

## Ander gebruik
- In de luchtvaart betekent het gebaar zo veel als "in orde". Een zweefvlieger geeft ermee aan dat hij gereed is voor de start. Een motorvlieger drinkt uit een denkbeeldige beker en steekt dan de duim omhoog of omlaag om aan te geven dat hij al of niet voldoende brandstof heeft.
- In de duiksport wordt het gebaar juist gebruikt in de betekenis "naar boven gaan", dus om naar boven te wijzen (voor oké is er een ander gebaar).
- Ook in het dagelijks leven wordt de duim wel gebruikt om te wijzen, met name naar achteren over de schouder.
- Een ander gebruik van het gebaar is om aan te geven dat men wil liften. Dan wordt de arm meestal zijwaarts uitgestoken en soms langzaam op en neer bewogen. Ook het liftgebaar is ontstaan door met de duim naar achteren in de gewenste reisrichting te wijzen.